# Podophyllum cymosum
Podophyllum cymosum là một loài thực vật có hoa trong họ Hoàng mộc. Loài này được André Michaux mô tả khoa học đầu tiên năm 1803 dưới danh pháp Diphylleia cymosa. Năm 2018 Maarten Joost Maria Christenhusz và James W. Byng chuyển nó sang chi Podophyllum như là Podophyllum cymosum.

## Phân bố
Loài bản địa miền nam dãy Appalachia, từ tây nam Virginia tới tây bắc Georgia.

## Hình ảnh

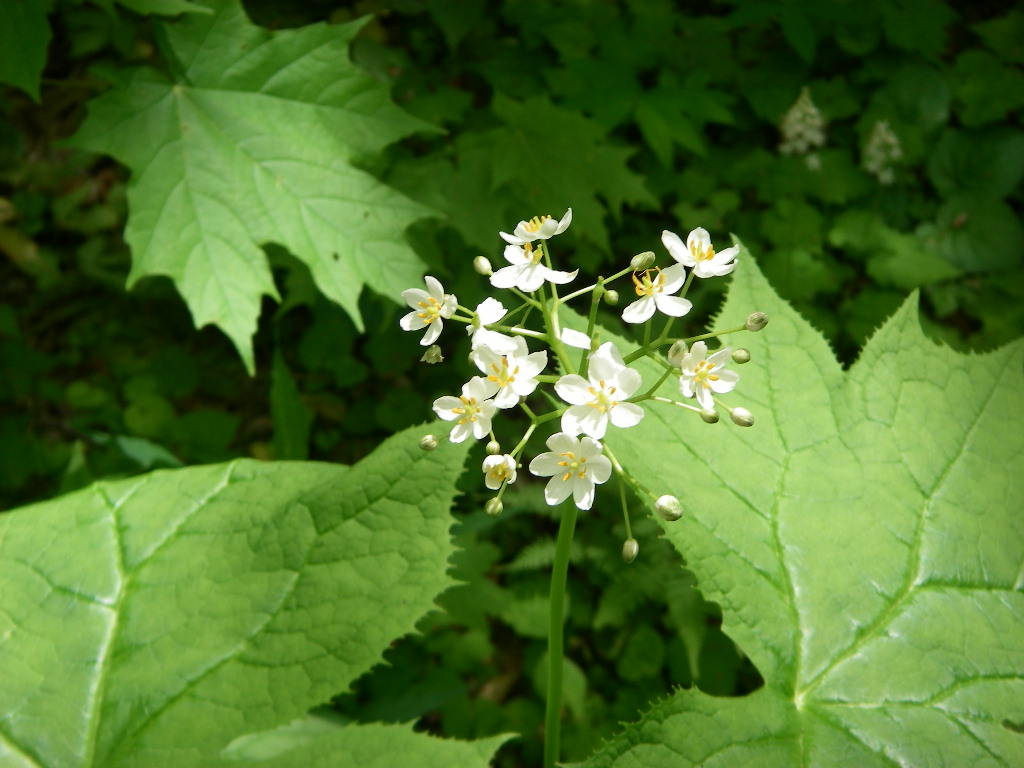
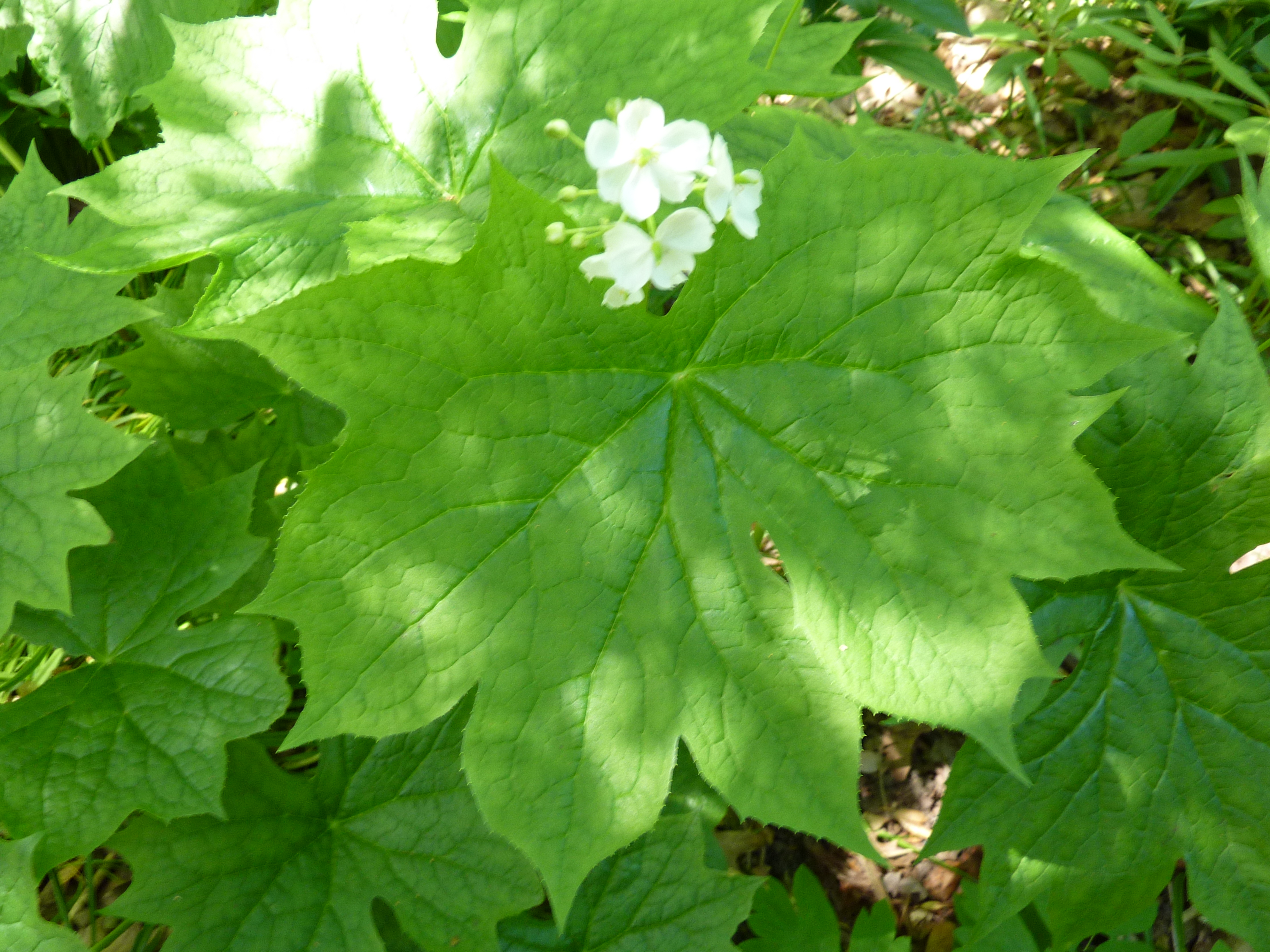
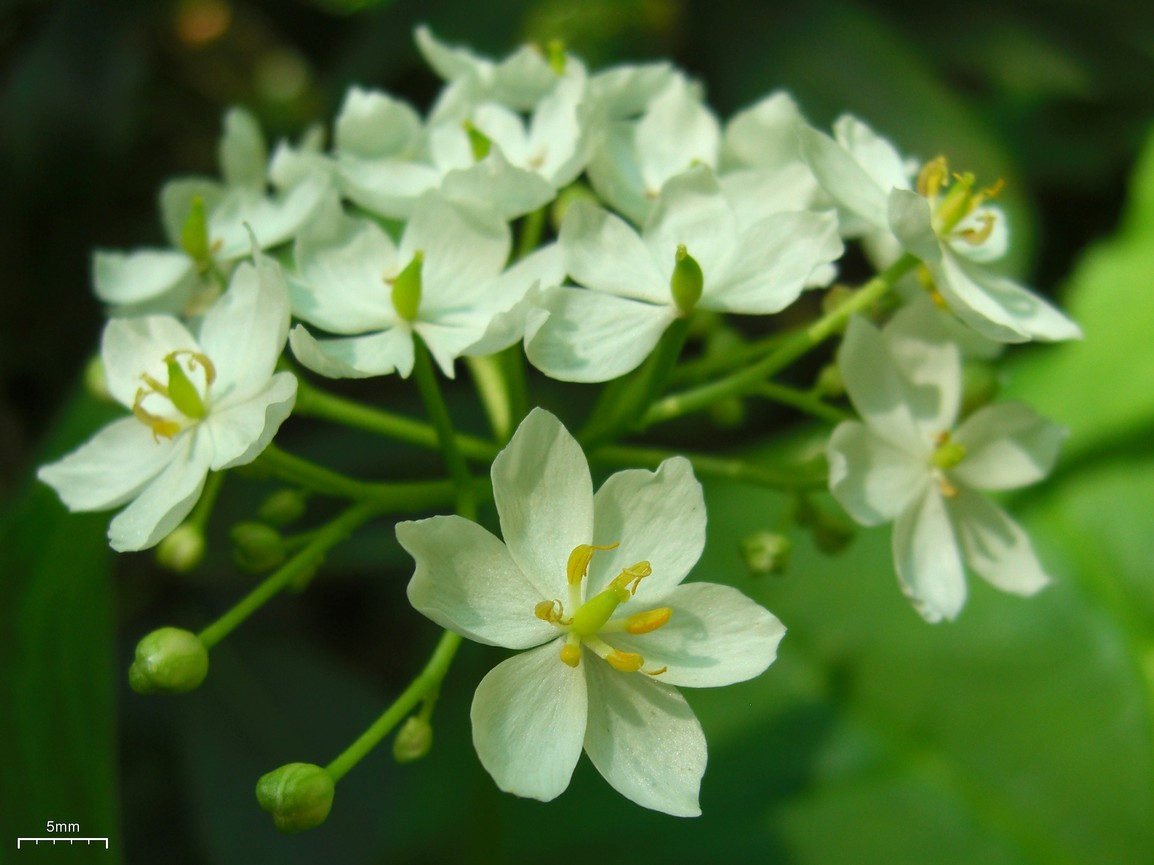
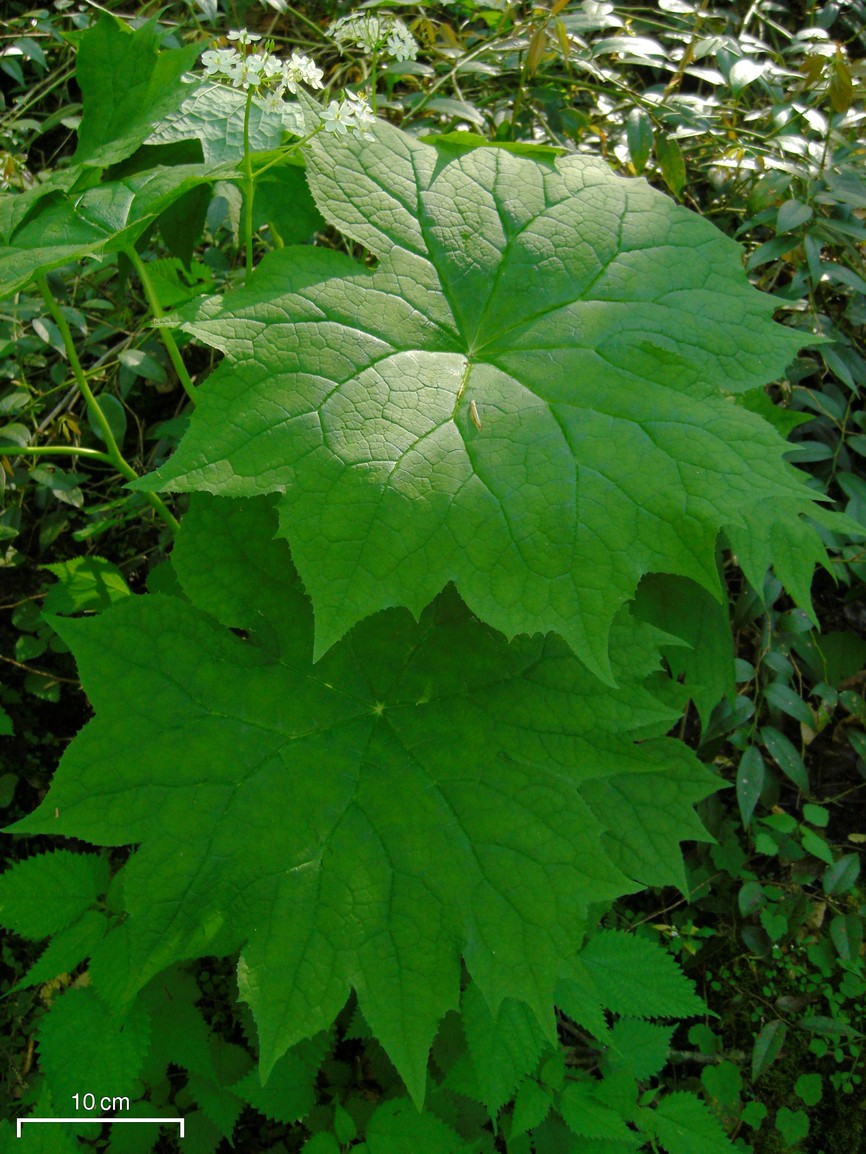